# Monte Tacora
Il Tacora è uno stratovulcano nella Regione di Arica e Parinacota in Cile è il vulcano più settentrionale del Cile.